# 白保竿根田原洞穴遺跡

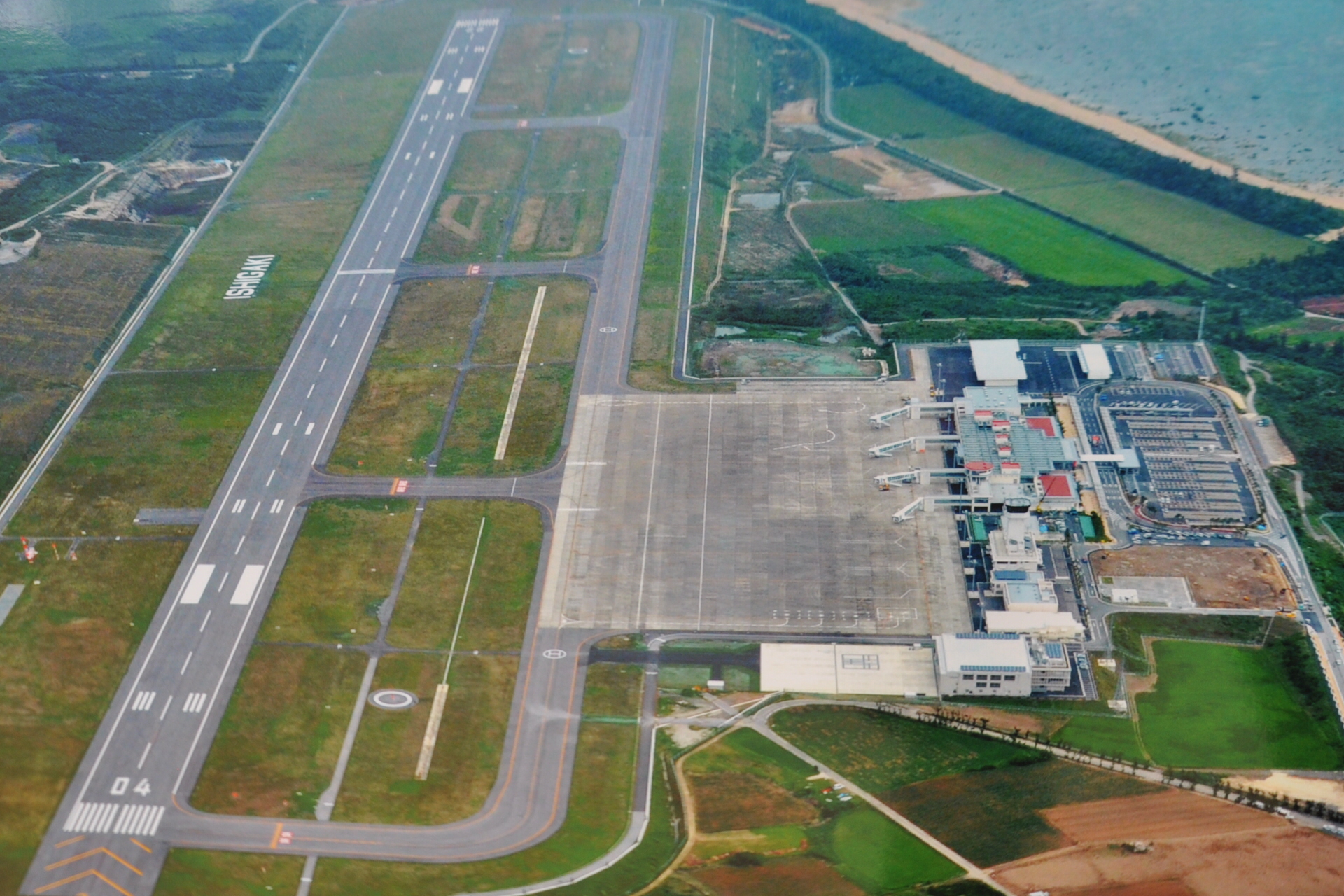
白保竿根田原洞穴遺跡
石垣空港の滑走路左側に見える「ISHIGAKI」の文字の左奥が白保竿根田原洞穴遺跡である

白保竿根田原洞穴遺跡（しらほさおねたばるどうけついせき）は、沖縄県石垣市（八重山列島石垣島）にある旧石器時代から16世紀頃までにかけての複合遺跡である。全身骨格がほぼ残ったものとしては日本国内最古の約2万7千年前の人骨が発見されるとともに、国内で初めての旧石器時代の墓域が確認された。国の史跡に指定されている。

## 概要
沖縄県石垣市東部の白保から盛山にかけて分布する洞穴内にある遺跡で、海岸から約800 m、標高30 - 40 mに位置している。石垣空港敷地内にあり、空港建設中の2007年にNPO法人沖縄鍾乳洞協会が行った調査で洞穴内から人間の頭、脚、腕などの骨9点が発見された。また、その後の調査で1,000点以上の人骨片が出土している。

## 調査結果

### 2007年の調査で発見された人骨
2007年に発見された人骨のうち、状態のよい6点について同協会、沖縄県立埋蔵文化財センター、琉球大学、東京大学等の専門家チームが放射性炭素年代測定を行ったところ、2010年に、そのうちの1点の20代-30代の男性の頭骨片（左頭頂骨）が国内最古の約2万年前、他に2点も約1万8千年前及び約1万5千年前のものと確認された
。

### 2010年までの調査で発見された人骨
さらに国立科学博物館が、2010年までに出土した人骨10点の母系の祖先を知る手掛かりとなるミトコンドリアDNA分析した結果、国内最古の人骨（約2万-1万年前）とされた4点のうち2点はハプログループM7aと呼ばれる南方系由来のDNAタイプであることが明らかとなった。

### 2012年度から2016年度の調査で発見された人骨
2012年度から2016年度にかけて沖縄県立埋蔵文化財センターが行った調査では19体分の人骨が発見され、2017年5月19日には最終調査結果として以下の点が発表された。
- 発見された人骨は少なくとも19体分以上であり、旧石器時代の人骨発掘としては世界的にも最大級である。

#### 4号人骨
人骨のうちの一体（4号人骨）は約2万7千年前（較正年代）のもので、全身骨格がほぼ残った人骨としては国内最古である。
- 30代から40歳前後の男性のもので、身長は165.2 cmと港川人（153 cm、約2万年前）より高い。下顎と比較して上顎の歯の摩耗が顕著であり、特殊な歯の使い方をしていた可能性が指摘されている[13]。
- 仰向けの姿勢で、膝を胸の前に折るとともに、両手が顔の近くになるように肘を曲げられ、地上の岩の間にあった。このため人為的に安置されたと考えられ、風葬の可能性がある。この人骨が発見された場所は、遺跡は日本国内で初めて確認された旧石器時代の墓域である。

### 日本列島の旧石器時代の人骨（参考）
なお、これまでの直接測定による日本国内最古の人骨は、現在の静岡県浜松市浜名区の根堅洞窟で発見された浜北人の約1万4千年前であった。また、人骨そのものではなく、周辺の炭化物などから測定した日本国内最古の人骨は沖縄県那覇市山下町第一洞穴で1968年に発見された山下洞人の約3万2千年前のものである。

## 名称
「竿根田原」の読み方は、沖縄県立埋蔵文化財センターの公式発表や日本考古学協会・日本人類学会での報告では、「さおねたばる」とされている。これに対して、白保で用いられている「そねたばる」とすべきではないかとの指摘が石垣市議会でなされている。なお、竿根田原は字白保の小字名であり、方音は「ソンタパリ」という。